# Solenergi

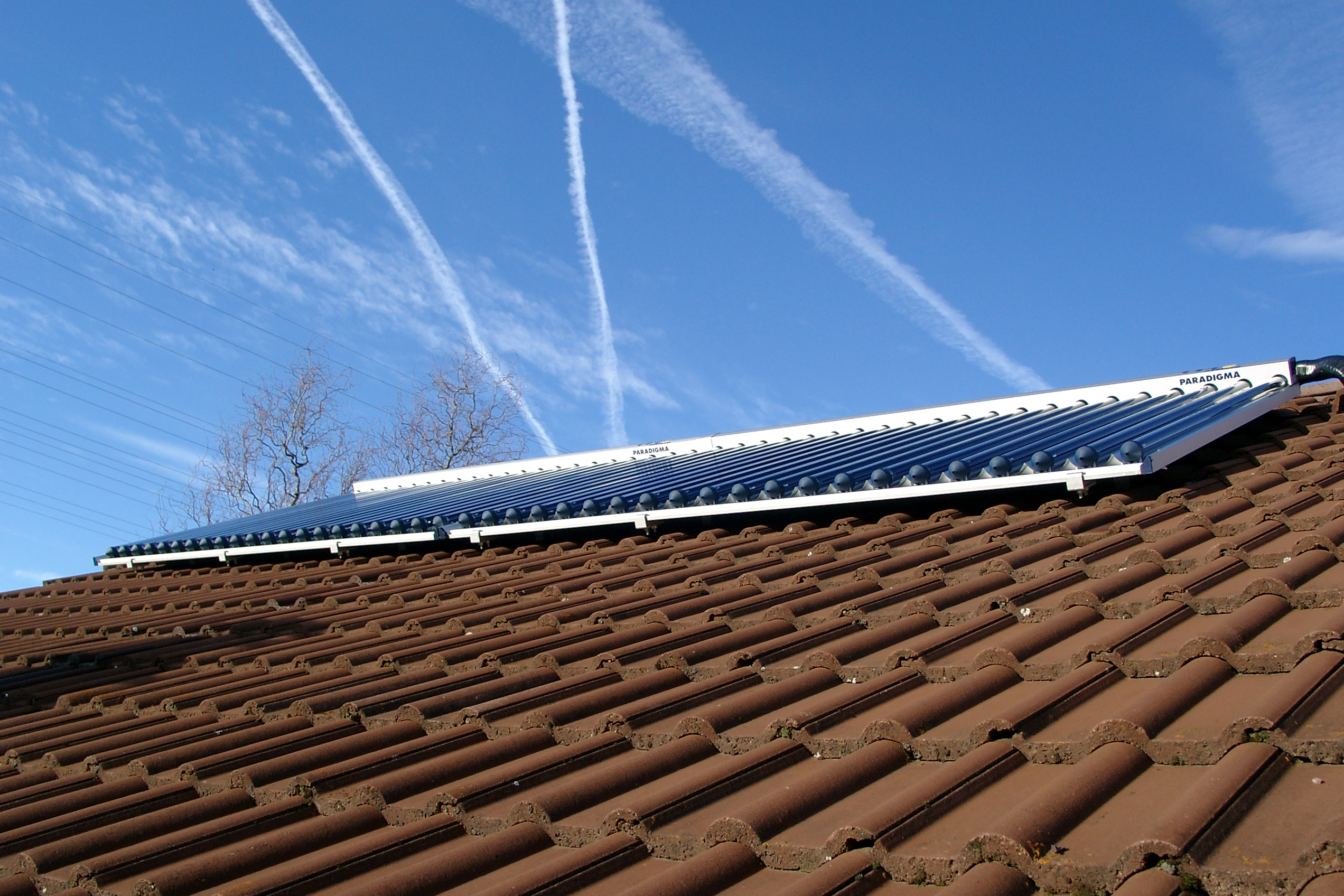
En solpanel på ett tak i södra Tyskland.

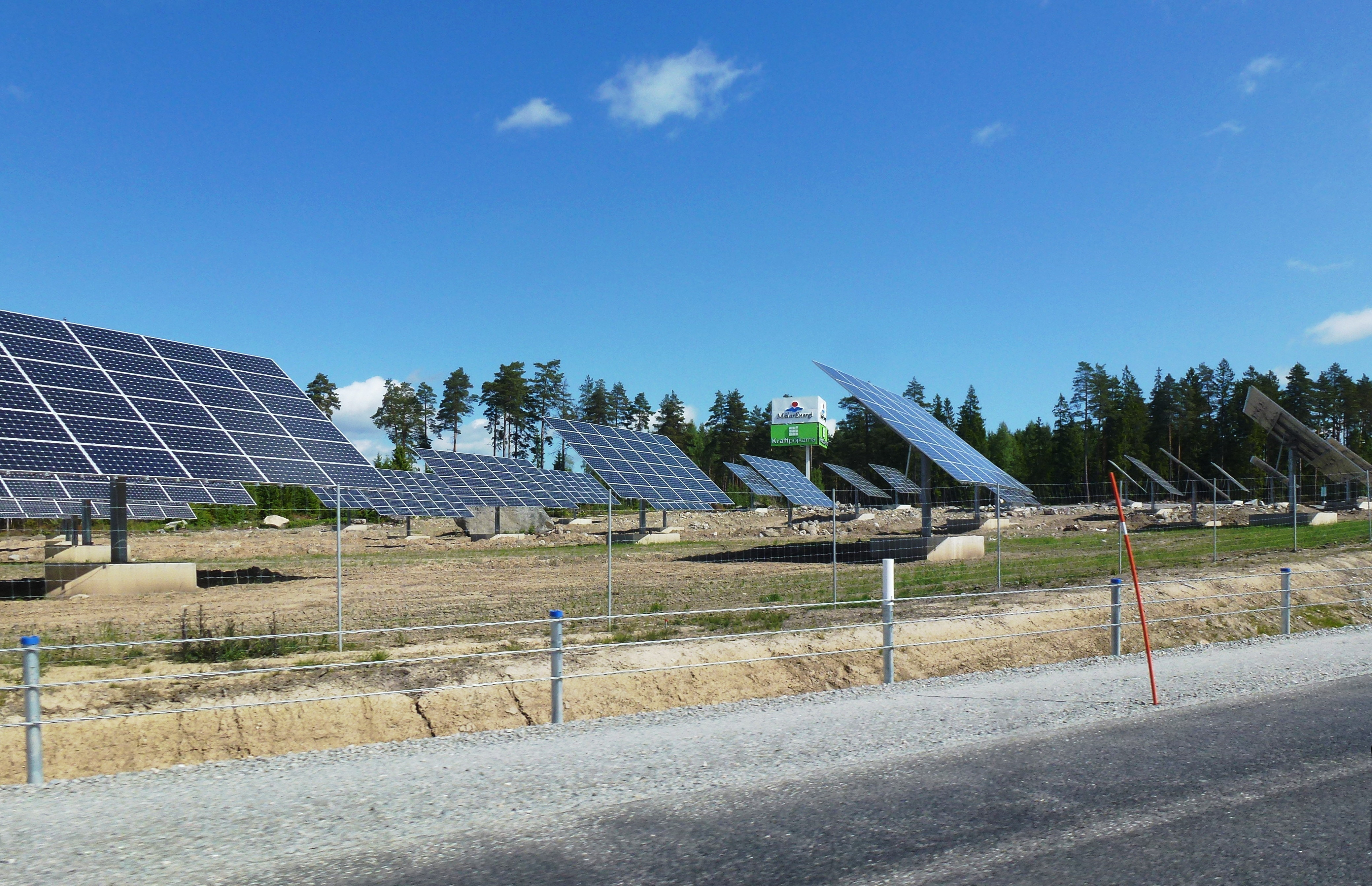
Solparken vid E18 fem kilometer öster om Västerås.

Solenergi är energi som kommer från solens ljus. Det är tack vare solenergin som det finns liv på jorden. Utan värme från solen skulle jorden vara kall, och det är solenergin som driver växternas fotosyntes. 
Solen strålar ut en effekt på 4·1026 W varav 1,7·1017 W träffar jorden. På jordens avstånd från solen är effekten i genomsnitt under ett år 1350 W/m². Detta värde benämns solarkonstanten. Eftersom endast halva jorden är upplyst vid varje tillfälle och eftersom områden närmare polerna belyses med en allt flackare vinkel är den genomsnittliga energin som jorden tar emot betydligt lägre, 342 W/m². Av den strålning som träffar jordens atmosfär reflekteras 22,5 % direkt av atmosfären och moln medan 19,5 % absorberas här. Återstoden, 58 %, når jordytan, där 9 % reflekteras ut igen. Detta innebär att i snitt 49 % eller 168 W/m²  av solenergin absorberas vid jordytan, för att senare stråla ut som svartkroppsstrålning. Detta värde varierar stort beroende på latitud och klimat, men i södra Sverige kan man som tumregel räkna med solinstrålning motsvarande 1000 kWh/m²/år (~114 W/m²).  
Solenergin är ursprunget till den energi som utvinns ur såväl fossila som biobränslen, vattenkraften, vindkraften och till viss del geotermisk energi. Solenergin står därmed för den största delen av såväl el- som värmeproduktion på jorden. Till undantagen hör till exempel kärnkraft och tidvattenkraft.

## Energiproduktion

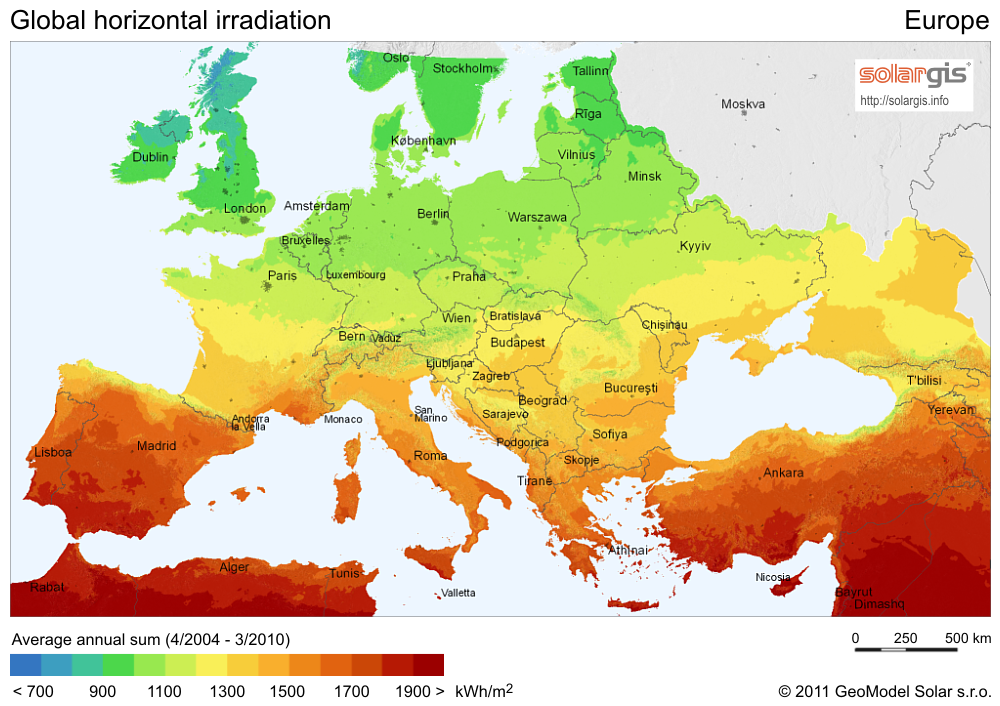
Solar Radiation Map of Europe

Solenergin utnyttjas direkt av människan via flera tekniker för att producera värme och elektricitet. Solenergi räknas som en förnybar energikälla och ses som miljövänlig då den, i alla fall under drift, inte ger några utsläpp.

### Solvärme
Solvärme innebär att solen används för uppvärmning. En vanlig tillämpning är vattenvärmning för uppvärmning och tappvarmvattenproduktion i villor. Det vanligaste produktionssättet är genom solfångare. Dessa kan vara plana, koncentrerande eller av vakuumrörstyp. I mindre skala kan solvärme användas för matlagning i en solugn.

### Solel
Solel, eller solkraft, är el producerad med solenergi i ett solkraftverk. Detta görs med hjälp av solceller eller med en termisk process.
Det vanligaste produktionssättet är genom solceller, vanligtvis sammansatta i solpaneler. Termisk solkraft fungerar genom att man med speglar koncentrerar solstrålningen till en punkt. På det viset kan man få temperaturer höga nog för att driva en värmemaskin, vanligen en ångturbin men kan även vara en stirlingmotor, som i sin tur driver en generator och på så sätt skapas elektricitet.

### PV/T - kombinerad solel och solvärme
Den engelska termen Photovoltaic/Thermal som förkortas PV/T betecknar solenergisystem som samtidigt genererar el och värme, ofta med koncentrerat solljus med solföljande tråg
. I Sverige finns en sådan installation på sjukhuset i Härnösand.